# Margarete Robsahm
Margarete Robsahm, née le 9 octobre 1942 à Oslo, est une actrice, réalisatrice, scripte, mannequin norvégienne.

## Biographie
Elle a débuté en tant qu'actrice dans le film Line (1961) de Nils-Reinhardt Christensen (no). Le film était adapté d'un roman d'Axel Jensen et a fait scandale à l'époque en Norvège, car Robsahm était la première actrice norvégienne à exposer ses seins nus dans un film norvégien.
Sœur de l'acteur Fred Robsahm, elle épouse en 1963 l'acteur italien Ugo Tognazzi, qu'elle avait rencontré sur le tournage du film Le Souteneur (1961) et dont elle avait été la partenaire dans le film. De son union avec Ugo Tognazzi, elle a eu un fils, Thomas Robsahm (no), qui est devenu réalisateur et producteur de films.
Elle joue ensuite dans quelques films italiens dont le film d'épouvante Danse macabre (1964) d'Antonio Margheriti et Sergio Corbucci aux côtés de Barbara Steele et Georges Rivière. Elle retourne ensuite en Norvège dans les années 1970 et réalise en 1988 son unique long métrage, le mélodrame semi-biographique Begynnelsen på en historie (no) sur l'enfance d'une jeune fille dans les années 1940.
En mars 2008, Margarete Robsahm a attiré l'attention des médias sur le fait qu'elle avait reçu 2,3 millions de couronnes norvégiennes sur seize ans sous forme de subventions gouvernementales culturelles sans avoir produit un seul film. Bien qu'aucune critique n'ait été formulée à son encontre, l'affaire a défrayé la chronique concernant le système de subvention gouvernemental.

## Filmographie

### Actrice de cinéma
- 1961 : Line de Nils-Reinhardt Christensen (no)
- 1961 : Le Souteneur (Il mantenuto) d'Ugo Tognazzi
- 1962 : Jeunes Gens au soleil (Diciottenni al sole) de Camillo Mastrocinque
- 1963 : Duel sur le circuit (The Young Racers) de Roger Corman
- 1964 : Danse macabre (Danza macabra) d'Antonio Margheriti et Sergio Corbucci
- 1964 : Filles et Garçons (Oltraggio al pudore) de Silvio Amadio
- 1973 : Fem døgn i august (no) de Svend Wam (no)
- 1976 : Lasse & Geir (no) de Svend Wam (no)

### Réalisatrice
- 1988 : Begynnelsen på en historie (no)